# Neutrino
El neutrino (término que en italiano significa ‘neutrón pequeño’), descubierto por Clyde Cowman y Federick Reines, es una partícula subatómica de tipo fermiónico, sin carga y con espín ½. Desde principios del siglo XXI, después de varios experimentos llevados a cabo en las instalaciones del Observatorio de Neutrinos de Sudbury (SNO), en Canadá, y en el Super-Kamiokande en Japón, entre otros, se sabe, contrariando al modelo electrodébil, que estas partículas tienen masa, pero muy pequeña, y que es muy difícil medirla. Hasta 2016, la cota superior de la masa de los neutrinos es 5,5 eV/c2, lo que significa menos de una milmillonésima parte de la masa de un átomo de hidrógeno. Su conclusión se basa en el análisis de la distribución de galaxias en el universo y es, según afirman estos científicos, la medida más precisa hasta ahora de la masa del neutrino. Además, su interacción con las demás partículas es mínima, por lo que pasan a través de la materia ordinaria sin apenas perturbarla.
Un fenómeno conocido como oscilación de neutrinos, esto es, la posibilidad de transformaciones entre los tres tipos de neutrinos existentes, implica que los neutrinos tienen masa, y eso tiene importantes consecuencias en el modelo estándar de la física de partículas. En el modelo estándar los neutrinos no tienen masa y, por tanto, debe modificarse.
En todo caso, los neutrinos no se ven afectados por la fuerza electromagnética ni la nuclear fuerte, pero sí por la fuerza nuclear débil y por la gravitatoria.[cita requerida]

## Historia
La existencia del neutrino fue propuesta en 1930 por el físico Wolfgang Pauli para compensar la aparente pérdida de energía y momento lineal en la desintegración β de los neutrones según la siguiente ecuación:
{\displaystyle \mathrm {n} \rightarrow \mathrm {p} ^{+}+\mathrm {e} ^{-}+{\bar {\nu }}_{e}\,}
Wolfgang Pauli interpretó que tanto la masa como la energía serían conservadas si una partícula hipotética denominada «neutrino» participase en la desintegración, incorporando las cantidades perdidas. Desafortunadamente, esta partícula hipotéticamente prevista había de ser sin masa, ni carga, ni interacción fuerte, por lo que no se podía detectar con los medios de la época. Esto era el resultado de una sección eficaz muy reducida ({\displaystyle \sigma _{\mu }\sim 10^{-44}{\text{cm}}^{2}}). Durante 25 años, la idea de la existencia de esta partícula solo se estableció de forma hipotética.
De hecho, es muy pequeña la posibilidad de que un neutrino interactúe con la materia, ya que, según los cálculos de física cuántica, sería necesario un bloque de plomo de una longitud de un año luz (9,46 billones de kilómetros) para detener la mitad de los neutrinos que lo atravesaran.
En 1956 Clyde Cowan y Frederick Reines demostraron su existencia experimentalmente. Lo hicieron bombardeando agua pura con un haz de 1018 neutrones por segundo. Observaron la emisión subsiguiente de fotones, quedando así determinada su existencia. A este ensayo, se le denomina experimento del neutrino.
En 1962 Leon Max Lederman, Melvin Schwartz y Jack Steinberger mostraron que existía más de un tipo de neutrino al detectar por primera vez al neutrino muónico. En el año 2000 fue anunciado por parte de la Colaboración DONUT en Fermilab el descubrimiento del neutrino tauónico. Su existencia ya había sido predicha, puesto que los resultados del decaimiento del bosón Z medidos por LEP en CERN eran compatibles con la existencia de 3 neutrinos.
En septiembre de 2011, la colaboración OPERA anunció que el análisis de las medidas para la velocidad de los neutrinos en su experimento arrojaba valores superlumínicos. En particular, la velocidad de una cierta clase de neutrino podría ser un 0,002 % mayor que la de la luz, constituyendo la anomalía de neutrinos superlumínicos, en contradicción con la teoría de la relatividad. Sin embargo, el mismo organismo reconoció meses después que a la hora de la medida de la distancia recorrida por los neutrinos hubo un fallo en el sistema de posicionamiento (GPS), al tener un cable desconectado, por lo que la medida de la velocidad superlumínica ha sido descartada.

## Clases
Existen tres tipos de neutrinos asociados a cada una de las familias leptónicas (o sabores): neutrino electrónico ( {\displaystyle \nu _{e}} ), neutrino muónico ( {\displaystyle \nu _{\mu }} ) y neutrino tauónico ( {\displaystyle \nu _{\tau }} ) más sus respectivas antipartículas.
Los neutrinos pueden pasar de una familia a otra (es decir, cambiar de sabor) en un proceso conocido como oscilación de neutrinos. La oscilación entre las distintas familias se produce aleatoriamente, y la probabilidad de cambio parece ser más alta en un medio material que en el vacío. Dada la aleatoriedad del proceso, las proporciones entre cada uno de los sabores tienden a repartirse por igual (1/3 del total para cada tipo de neutrino) a medida que se producen sucesivas oscilaciones. Fue este hecho el que permitió considerar por primera vez la oscilación de los neutrinos, ya que al observar los neutrinos procedentes del Sol (que deberían ser principalmente electrónicos) se encontró que solo llegaban un tercio de los esperados. Los dos tercios que faltaban habían oscilado a los otros dos sabores y, por tanto, no fueron detectados. Este es el llamado «Problema de los neutrinos solares».
La oscilación de los neutrinos implica directamente que estos tienen una masa no nula, ya que el paso de un sabor a otro solo puede darse en partículas masivas. Esto se debe a que, para partículas de masa nula, el tiempo propio es cero, lo que implica que, desde el punto de vista de la partícula, toda la trayectoria es recorrida en el mismo instante de tiempo, lo que no da margen a un cambio de estado en algún punto de ella.

## Implicaciones astrofísicas de su masa
En el modelo estándar se consideraba inicialmente al neutrino como una partícula sin masa. De hecho, en muchos sentidos se la puede considerar de masa nula, pues esta es, por lo menos, diez mil veces menor que la del electrón. Esto implica que los neutrinos viajan a velocidades muy cercanas a la de la luz. Por ello, en términos cosmológicos al neutrino se le considera materia oscura caliente, o materia oscura relativista. En contraposición la materia oscura fría sería la contraparte no relativista.
En 1998, durante la conferencia 0-mass neutrino, se presentaron los primeros trabajos que mostraban que estas partículas tienen una masa ínfima. Previamente a estos trabajos se había considerado que la hipotética masa de los neutrinos podía tener una contribución importante dentro de la materia oscura del universo. Sin embargo, resultó que la masa del neutrino era insuficiente, demasiado pequeña para ser siquiera tenida en cuenta en la ingente cantidad de materia oscura que se calcula que hay en el universo. Por otro lado, los modelos de evolución cosmológica no cuadraban con las observaciones si se introducía materia oscura caliente. En ese caso las estructuras se formaban de mayor a menor escala. Mientras que las observaciones parecían indicar que primero se formaron las agrupaciones de gas, luego estrellas, luego proto galaxias, luego cúmulos, cúmulos de cúmulos, etc. Las observaciones, pues, cuadraban con un modelo de materia oscura fría. Por estos dos motivos se desechó la idea de que el neutrino contribuyera de forma destacada a la masa total del universo.

### El Sol

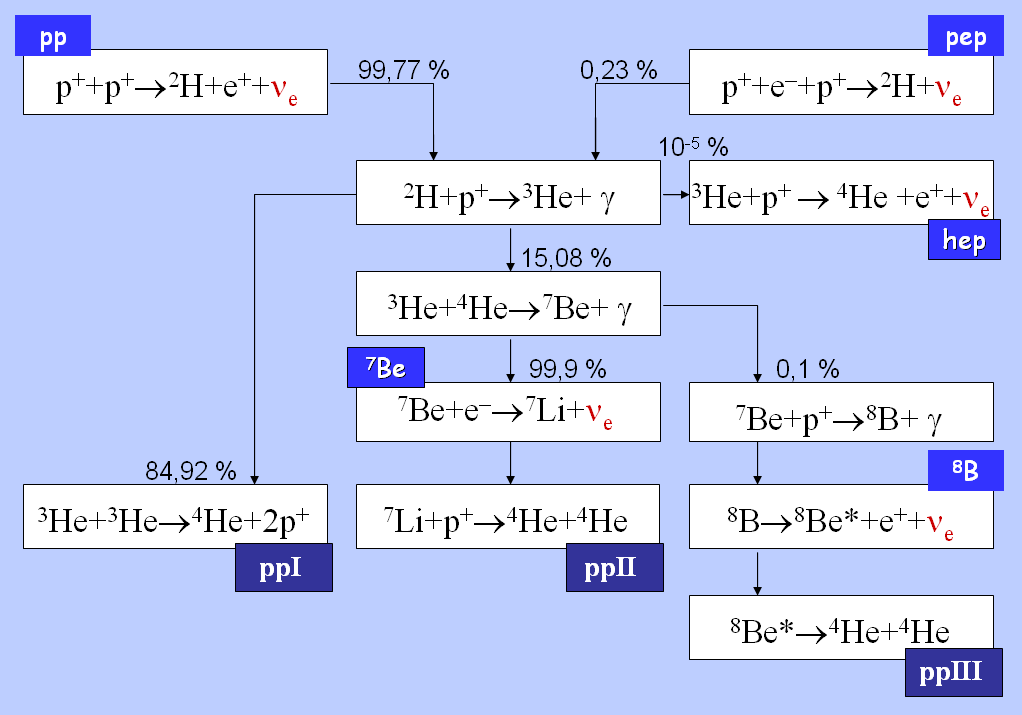
Generación de neutrinos solares en las cadenas protón-protón.

El Sol es la más importante fuente de neutrinos a través de los procesos de desintegración beta de las reacciones que acaecen en su núcleo. Como los neutrinos no interaccionan fácilmente con la materia, escapan libremente del núcleo solar atravesando también la Tierra. Aparte de las reacciones nucleares, hay otros procesos generadores de neutrinos, los cuales se denominan neutrinos térmicos, ya que, a diferencia de los neutrinos nucleares, se absorbe parte de la energía emitida por dichas reacciones para convertirla en neutrinos. De esta forma, una parte de la energía fabricada por las estrellas se pierde y no contribuye a la presión, siendo la razón por la que se dice que los neutrinos son sumideros de energía. Su contribución a la energía emitida en las primeras etapas (secuencia principal, combustión del helio) no es significativa, pero en los colapsos finales de las estrellas más masivas, cuando su núcleo moribundo se encuentra a elevadísimas densidades, se producen muchos neutrinos en un medio que ya no es transparente a ellos, por lo que sus efectos se tienen que tener en cuenta.
Según los modelos solares, se debería recibir el triple de neutrinos que se detectan, ausencia que es conocida como el problema de los neutrinos solares. Durante un tiempo se intentó justificar este déficit revisando los modelos solares. El Sol quema el hidrógeno principalmente mediante dos cadenas de reacciones, la PPI y la PPII. La primera emite un neutrino y la segunda dos. Las hipótesis que se plantearon fueron que, quizá, la PPII tuviera una ocurrencia menor que la calculada debido a una falta de helio en el núcleo favorecido por algún tipo de mecanismo (frenado de la rotación por viscosidad) que mezclara parte del helio producido con el manto lo cual reduciría la cadencia de la PPII. Actualmente el problema va camino de resolverse al plantearse la teoría de la oscilación de neutrinos.

### Fenómenos astrofísicos

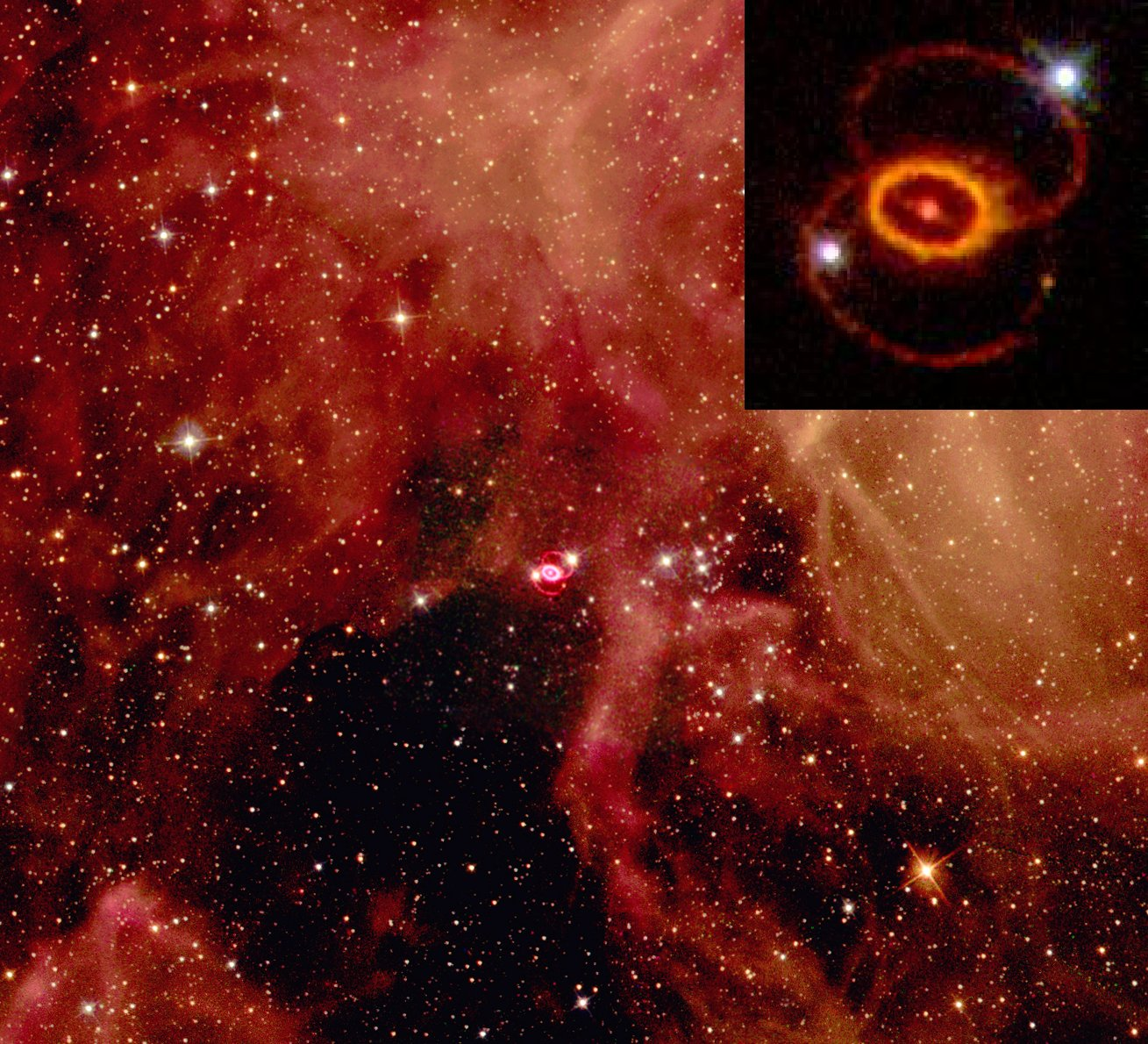
SN 1987A.